# Finsen (cràter)
Finsen és un cràter d'impacte que es troba a l'hemisferi sud de la Lluna, a prop del meridià central de la cara oculta. S'insereix a l'exterior del sud-est del cràter Leibnitz. Les ejeccions de Finsen cobreixen la part sud-est de la plataforma interior de Leibnitz. Al sud-oest de Finsen apareix un altre cràter, el cràter Von Kármán, en part coberta per Leibnitz.

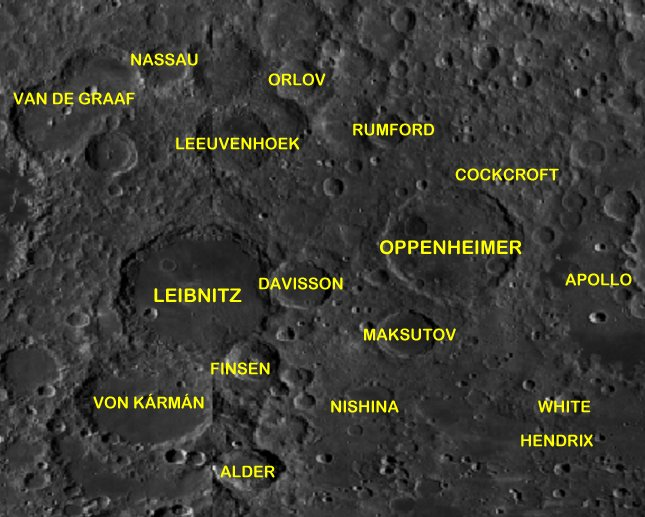
Localització de Finsen (centre inferior de la imatge)
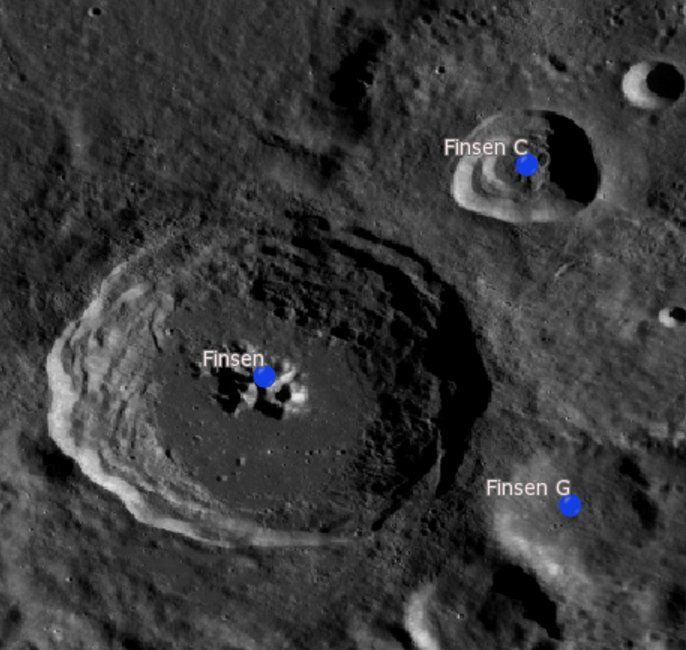
Cràters satèl·lit

Es tracta d´un cràter d´impacte relativament jove, amb un perfil ben definit que no ha estat erosionat de forma significativa per impactes posteriors. El perímetre és circular, però una mica desigual al llarg de la vora, amb nombrosos sortints cap a l'exterior excepte al nord i nord-oest. La paret interior s'ha desplomat en alguns llocs, produint una vora aguda a la meitat sud. També hi ha un bon nombre de terrasses curtes al llarg de la paret interior.

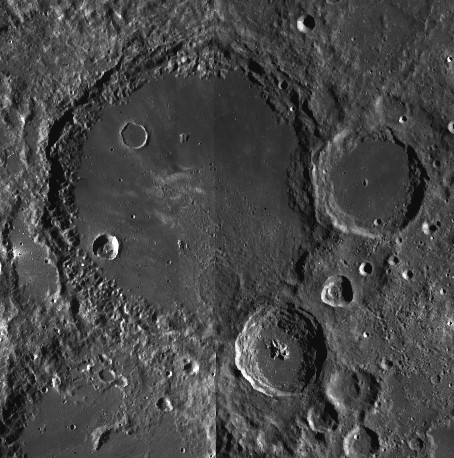
Imatge del cràter Leibnitz, amb Finsen a baix a la dreta

La paret interna és més ampla cap al nord, per la qual cosa la plataforma interior (relativament anivellada) està lleugerament desplaçada cap al sud. Al punt mitjà del cràter apareix una formació de pic central, amb una longitud aproximada de 15 km. Aquest pic central té una albedo més alta que el sòl o la vora circumdant, donant-li un aspecte lluminós. No hi ha impactes significatius al llarg de la vora del cràter o al seu interior.

## Cràters satèl·lit
Per convenció aquests elements són identificats en els mapes lunars posant la lletra en el costat del punt central del cràter que està més proper a Finsen.
| Finsen | Coordenades                            | Diàmetre |
| ------ | -------------------------------------- | -------- |
| C      | 40° 36′ S, 175° 48′ O / 40.6°S,175.8°O | 26 km    |
| G      | 43° 00′ S, 175° 18′ O / 43.0°S,175.3°O | 33 km    |